# Chapelle Saint-Joseph de Beauvais
La chapelle Saint-Joseph est située dans le centre-ville de Beauvais, dans le département de l'Oise. Elle est affiliée à la paroisse Saint Pierre -Saint Paul en Beauvaisis de Beauvais Centre.

## Historique
La chapelle Saint-Joseph a été construite en 1861 sur les plans de l'architecte Victor Delefortrie sous l'impulsion de Mgr Joseph-Armand Claverie, aumônier du pensionnat des Frères des écoles chrétiennes qui créèrent en 1859 l'archiconfrérie de Saint-Joseph, dont la chapelle est toujours le siège.
La chapelle a été inscrite au titre des monuments historiques en 2022.

## Caractéristiques

### Extérieur
La chapelle construite en brique avec la façade en parement de pierre est de style néo-gothique. Sa façade est flanquée de chaque côté par une fine tourelle terminée par une flèche. Le tympan du portail est orné d'une sculpture représentant la Sainte Famille. Au-dessus du portail, une rosace éclaire l'intérieur. Au sommet une statue du Christ domine l'édifice. 

### Intérieur
L'intérieur de la chapelle est orné de peintures murales réalisées par les Frères des écoles chrétiennes. Elles représentent les apôtres et les saints vénérés dans le Beauvaisis. Des blasons et des devises des villes et des prélats qui promurent le culte de saint Joseph recouvrent les murs. La chapelle abrite une sculpture de saint Joseph et de l’Enfant Jésus, couronné, de 1872. L'autel en calcaire est orné de colonnettes en marbre. 
La chapelle Saint-Joseph fut partiellement détruite par les bombardements de la Seconde Guerre mondiale. Les vitraux furent restaurés de 1946 à 1956.
La chapelle est dotée d'un orgue et d'une tribune.